# Pycina zamba
Pycina zamba is een vlinder uit de familie Nymphalidae. De wetenschappelijke naam van de soort is voor het eerst geldig gepubliceerd in 1849 door Edward Doubleday.